# 14100 Weierstrass
14100 Weierstrass è un asteroide della fascia principale. Scoperto nel 1997, presenta un'orbita caratterizzata da un semiasse maggiore pari a 3,1271118 UA e da un'eccentricità di 0,0967889, inclinata di 0,57832° rispetto all'eclittica.
L'asteroide è dedicato al matematico tedesco Karl Weierstrass.